# Gratinat

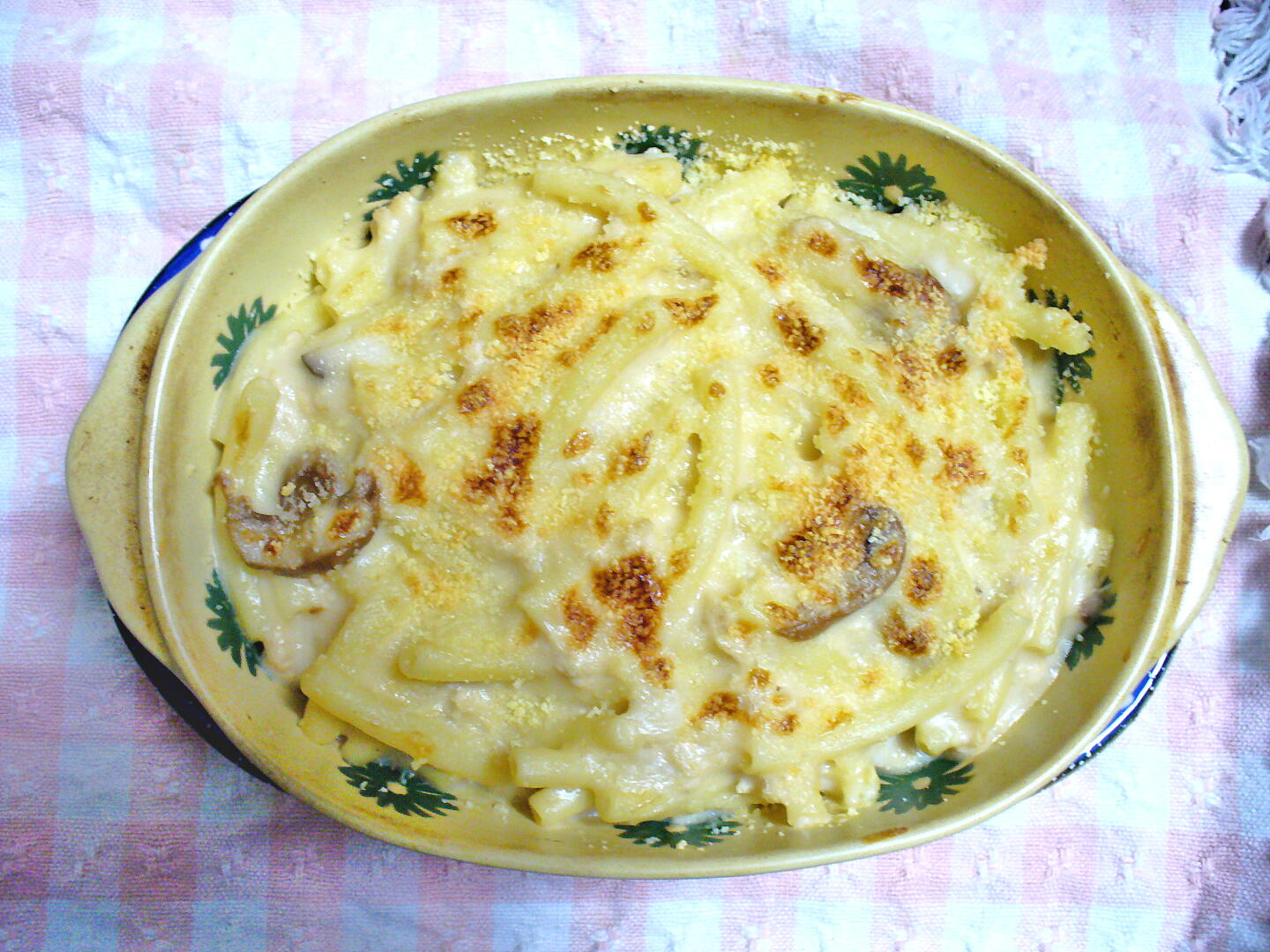
Gratinat de macarrons amb beixamel i bolets.

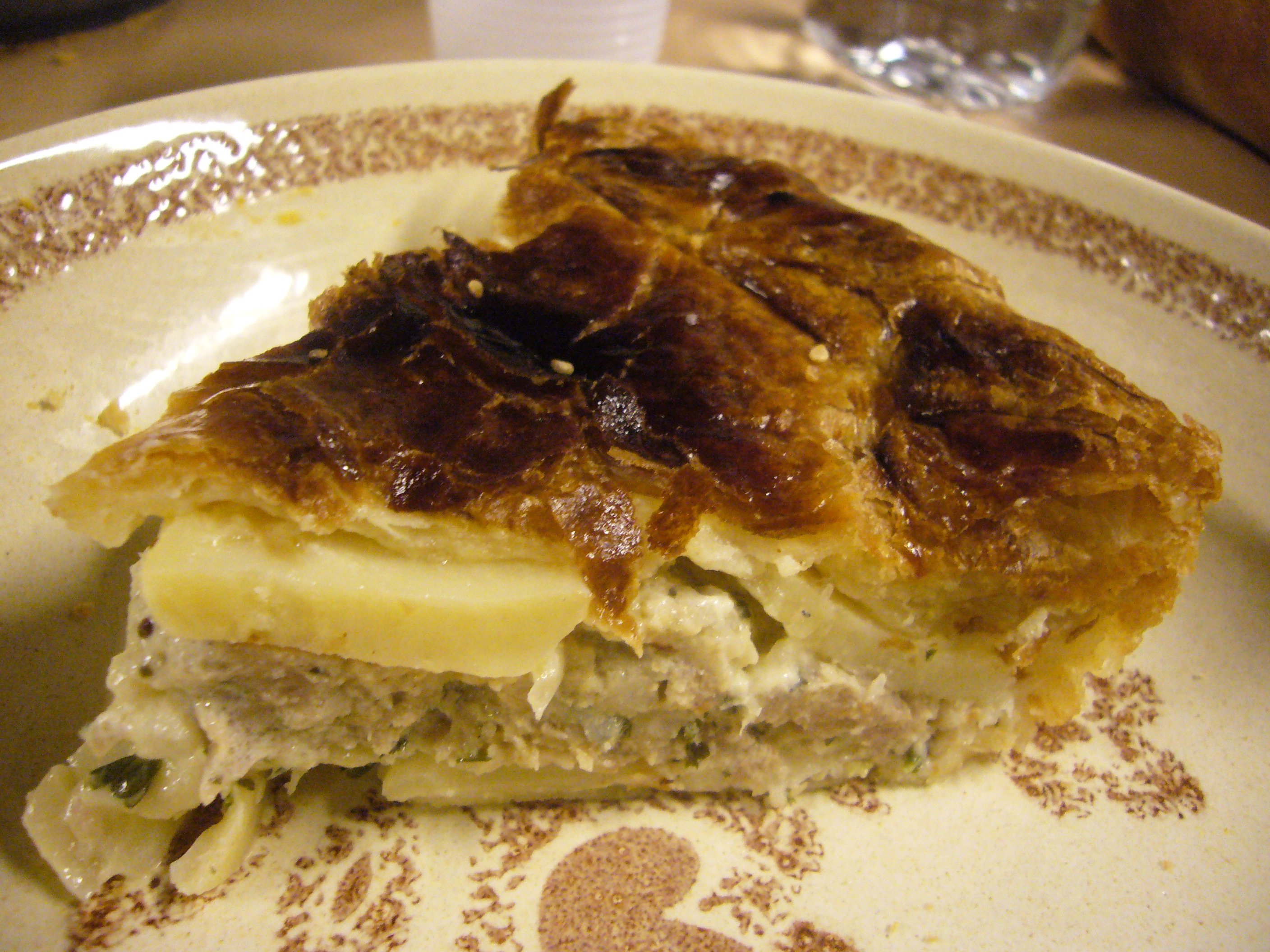
Tros de pastís de treflas.

Un gratinat és una preparació gastronòmica amb la part superior torrada de manera que es forma una crosta lleugera i més o menys daurada.

## Tècniques

### Occitana i francesa
La tècnica de gratinar amb formatge que es va originar a la Cuina d'Occitània i a la cuina de França consisteix a enrossir la superfície, en principi coberta de formatge, d'un menjar al forn. No cal que el plat mateix hagi estat cuinat al forn, només cal que estigui estès en una llauna o recipient pla i poc profund de manera regular, sempre que la superfície sigui ben plana.
Normalment, a la cuina occitana o francesa, per a gratinar s'empolsa prèviament el plat amb formatge ratllat i s'afegeixen uns quants trossets menuts de mantega distribuïts equilibradament abans de ficar al forn. Alguns plats però es gratinen empolsant la superfície amb pa ratllat o amb ou en lloc de formatge.
Hi han també plats, com el gratinat a la moda del Delfinat (gratin dauphinois) o el pastís de treflas (paté de patates, pâté aux pommes de terre) de la cuina (occitana), en els quals, segons la recepta tradicional, no cal afegir ni formatge ni pa ratllat per a formar la crosta. En el primer cas les patates es dauren amb nata mentre que en el segon es tracta de pasta fullada untada amb ou batut o amb algun greix.

### Mediterrània
A moltes cuines mediterrànies tradicionalment els plats gratinats es cobreixen moltes vegades i des de temps molt antics d'una fina capa d'hortalisses tallades a làmines i disposades d'una manera decorativa. Una altra alternativa típica és cobrir el plat amb pa ratllat, que es daurarà al forn. De vegades en trobem les dues coses alhora, les verdures cobertes de pa ratllat.
A les illes Balears, a Sicília i en altres cuines mediterrànies, en canvi, se sol cobrir la superfície a gratinar amb pa ratllat, de vegades amb unes gotes d'oli d'oliva, i molt sovint amb all i julivert picat. Un exemple molt típic i senzill és la carabassonada balear.
En l'actualitat, per contacte amb la cuina forastera (italiana, per les pizzes, o francesa, per exemple), no és difícil però trobar plats (normalment, als Països Catalans, són macarrons o canelons) gratinats amb formatge ratllat. Per bé que hi ha gent que els gratina amb pa ratllat i que, a diferència de França -això també està canviant sobretot pels formatges industrials de multinacionals, barrejats amb greixos i mantegues, on s'especifica per a gratinar- el que es valorava a Catalunya és que el formatge restés en fils petits i cruixents, mentre que els gratinats francesos del formatge s'espera que sigui tou i fos en una capa uniforme.
Un cas particular seria l'ús del forn per a aconseguir una crosta a la superfície d'alguns plats d'arròs o per a trempar els fideus dels rossejats.
També es poden gratinar cremes dolces, per exemple a Turquia i altres llocs de la mediterrània l'arròs amb llet es pot gratinar (sense afegir res, el sucre mateix de la superfície que conté la preparació caramelitza) i la crema catalana també es pot gratinar al forn en lloc d'utilitzar una pala.
És molt habitual a França i concretament al Larousse Gastronomique de negar cuines com la catalana, l'occitana i la mediterrània, així com d'apropiar-se de certs productes, plats i tècniques, com per exemple el gratinat.